# Soyouz TMA-09M
Soyouz TMA-09M est une mission spatiale qui a été lancée le 28 mai 2013 depuis le Cosmodrome de Baikonour. Elle a transporté trois membres de l'Expédition 36 vers la station spatiale internationale. Il s'agit du 119e vol d'un vaisseau Soyouz depuis le premier en 1967.

## Équipage

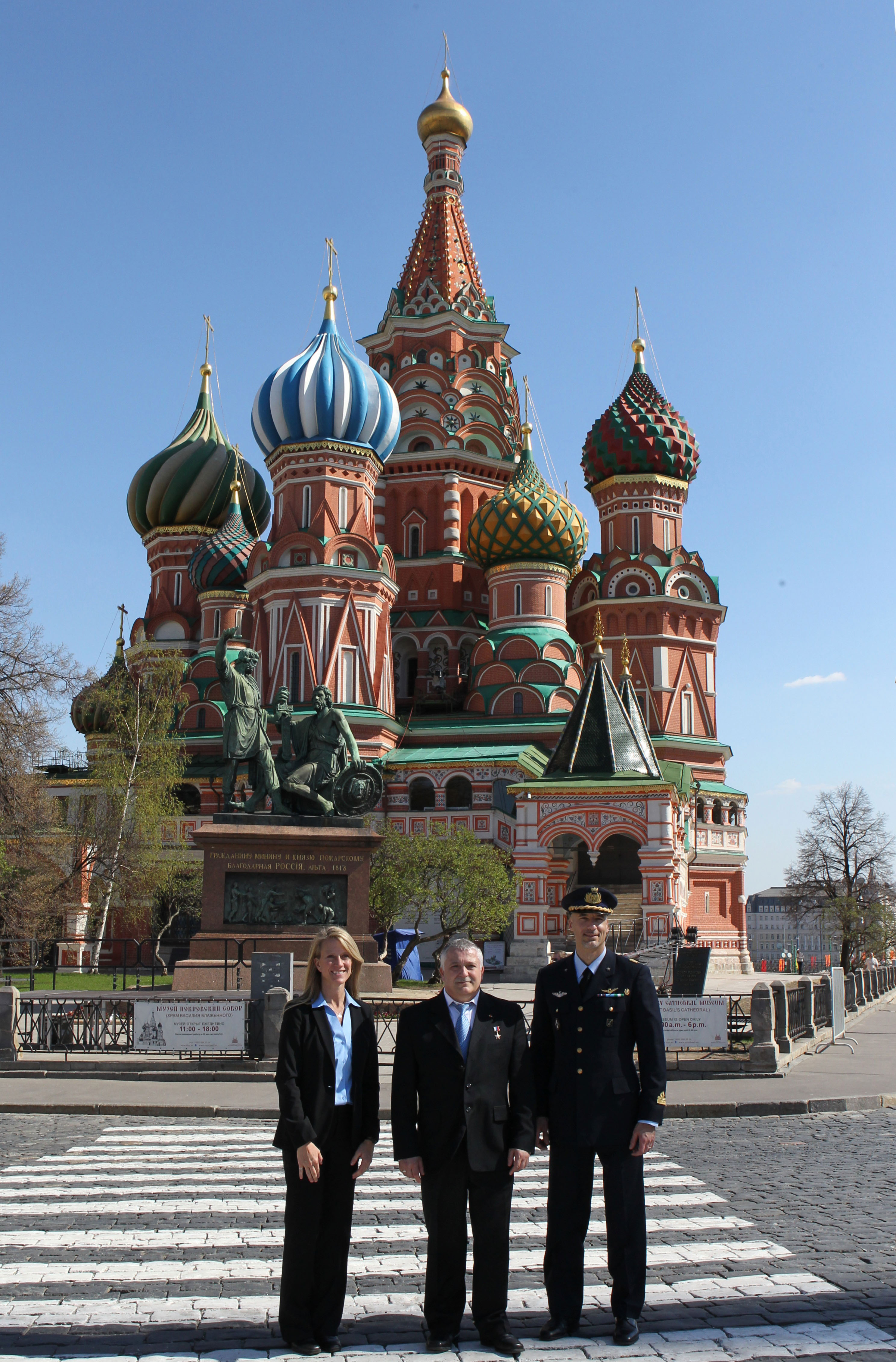
Les membres d'équipage du Soyouz TMA-09M pendant leur tour de cérémonie de la Place Rouge, le 8 mai 2013.

- Commandant : Fiodor Iourtchikhine (4),  Russie
- Ingénieur de vol 1 : Karen L. Nyberg (2),  États-Unis
- Ingénieur de vol 2 : Luca Parmitano (1),  Italie

Le chiffre entre parenthèses indique le nombre de vols spatiaux effectués par l'astronaute, Soyouz TMA-09M inclus.

### Équipage de remplacement
- Commandant : Mikhaïl Tiourine,  Russie
- Ingénieur de vol 1 : Richard Mastracchio,  États-Unis
- Ingénieur de vol 2 : Kōichi Wakata,  Japon